# 臨時目的放送
臨時目的放送（りんじもくてきほうそう）は、基幹放送の一種である。

## 定義
放送法第8条にいう「臨時かつ一時の目的のための放送」のことで「臨時目的放送」の文言は総務省令放送法施行規則第7条第2項にある。別表第5号第9その他の基幹放送の区分（2）にも区分されている。

## 概要
放送法施行規則第7条第2項に次のとおり種別をしている。
- 国又は地方公共団体が主催し、後援し、又は協賛する博覧会その他これに類する催し物の用に供すること。
- 暴風、豪雨、洪水、地震、大規模な火事その他による災害が発生した場合に、その被害を軽減するために役立つこと。

これらの放送をするのが、各々イベント放送局と臨時災害放送局である。
また、放送法第8条には前三条の適用を除外するとしている。これは、番組基準の作成・公表とこれによる編集および放送番組審議会の設置を除外することである。 

## 沿革
- 1988年（昭和63年）10月 - 制度化[1]。当初制度化されたのはイベント放送
- 1995年（平成7年）
  - 1月 - 兵庫県南部地震（阪神・淡路大震災）発生
  - 2月 - 臨時災害放送制度化[2]。阪神・淡路大震災に対応するため
- 2024年（令和6年）3月 - 1月に発生した能登半島地震への対応として、日本放送協会の臨時目的放送の業務を認定[3][4][注 1]